# Mark Sapir
Mark Valentinovich Sapir (russisch Марк Валентинович Сапир, deutsch Mark Walentinowitsch Sapir; 12. Februar 1957 – 8. Oktober 2022) war ein russisch-US-amerikanischer Mathematiker.

## Leben
Sapir studierte Mathematik an der Staatlichen Universität des Urals in Swerdlowsk mit dem Abschluss 1978 und wurde 1983 dort und am Staatlichen Pädagogischen Institut in Moskau bei Lew Naumowitsch Schewrin promoviert. Er war an der Staatlichen Universität des Urals (Assistenzprofessor 1979 bis 1984 und 1989/90) und am Pädagogischen Institut in Swerdlowsk (Assistenzprofessor 1984 bis 1989 und stellvertretender Direktor des Informatik-Labors) bevor er um 1990 in die USA ging. Dort war er 1991 Visiting Associate Professor an der California State University in Chico und an der University of Nebraska (ab 1991 Visiting Associate Professor, ab 1993 Associate Professor) bevor er 1997 Professor an der Vanderbilt University wurde. Ab 2001 war er dort Centennial Professor.
Er war unter anderem Gastwissenschaftler und Gastprofessor am Max-Planck-Institut für Mathematik, am IHES, am Mittag-Leffler-Institut und MSRI, am CRM in Barcelona, am Technion (Lady Davis Gastprofessor), den Universitäten Lille und Bordeaux, der University of Illinois at Urbana-Champaign, am Stevens Institute of Technology, an der Hebräischen Universität in Jerusalem, in Brünn, an der Monash University und der Universität Paris VI und VII.
2003 wurde er US-Staatsbürger. Er war verheiratet und hatte drei Kinder. Seine Tochter Jenya Sapir ist ebenfalls Mathematikerin und Professorin (Binghamton University).

## Werk
Er befasste sich mit kombinatorischer Algebra, geometrischer und algorithmischer Gruppentheorie, Theorie der Halbgruppen.
Mit Jean-Camille Birget und Eliyahu Rips beschrieb er 2002 die möglichen Wachstumsraten von Dehn-Funktionen endlich präsentierter Gruppen. Im selben Jahr bewies er mit Birget, Rips und Alexander Jurjewitsch Olschanski, dass das Wortproblem für endlich präsentierte Gruppen genau dann in NP liegt, falls diese Gruppen Untergruppen einer endlich präsentierten Gruppe mit polynomiell wachsender Dehn-Funktion sind. Mit John Meakin führte er 1993 Diagramm-Gruppen ein, über die er auch eine Monographie schrieb.
2003 gab er mit Olschanski das erste Beispiel einer endlich präsentierbaren Gruppe, die die von Neumann Vermutung widerlegten. Diese wurde schon 1980 von Olschanski widerlegt und besagt, dass eine Gruppe genau dann nicht-mittelbar ist, falls sie eine Untergruppe enthält, die eine freie Gruppe mit zwei Erzeugern ist.
Mit Cornelia Druțu untersuchte er relativ hyperbolische Gruppen über ihre Wirkung in Baum-gradierten Räumen (tree graded spaces), die wiederum asymptotische Kegel von Gruppen sind.
In der Sowjetunion veröffentlichte er ein weit verbreitetes Informatik-Lehrbuch (mit Gejn, Linetsky, Sholokhovich) und zugehörige pädagogische Software (Roo and Robby/Schoolworks, ursprünglich für Z80, später auf IBM PCs adaptiert), die er auch auf seiner Homepage zur Verfügung stellte. Für das Buch erhielt er 1990 eine Goldmedaille des sowjetischen Erziehungsministeriums.

## Ehrungen und Herausgeberschaft
2012 wurde er Fellow der American Mathematical Society. 2006 war er eingeladener Sprecher auf dem Internationalen Mathematikerkongress in Madrid (Algorithmic and asymptotic properties of groups).
Ab 2016 war er Gründungsherausgeber des Journal of Combinatorial Algebra.

## Schriften (Auswahl)
- Problems of Burnside type and the finite basis property in varieties of semigroups, Mathematics of the USSR-Izvestiya, Band 30, 1988, S. 295
- mit John Meakin: Congruences on free monoids and submonoids of polycyclic monoids, Journal of the Australian Mathematical Society, Series A., Band 54, 1993, S. 236–253
- mit Olga Kharlampovich:  Algorithmic Problems in Varieties, a survey, International Journal of Algebra and Computation, Band 12, 1995, S. 379–602
- mit Victor Guba: Diagram groups,  Memoirs of the American Mathematical Society 130, 1997
- mit Jean-Camille Birget, Eliyahu Rips: Isoperimetric and isodiametric functions of groups, Annals of Mathematics, Band 156, 2002, S. 345–466.
- mit Jean-Camille Birget, Alexander Yu. Ol'shanskii, Eliyahu Rips: Isoperimetric functions of groups and computational complexity of the word problem, Annals of Mathematics, Band 156, 2002, S.  467–518
- mit Alexander Ol'shanskii: Non-amenable finitely presented torsion-by-cyclic groups, Publications Mathématiques de l'IHÉS, Band 96, 2003, S. 43–169
- mit Alexander Yu. Olʹshanskii: Non-amenable finitely presented torsion-by-cyclic groups, Publications Mathématiques de l'IHÉS, Band 96, 2003, S. 43–169
- mit Alexander Borisov: Polynomial maps over finite fields and residual finiteness of mapping tori of group endomorphisms, Inventiones Mathematicae, Band 160, 2005, S.  341–356
- mit Cornelia Drutu: Tree-graded spaces and asymptotic cones of groups, Topology, Band 44, 2005, S.  959–1058
- mit Cornelia Drutu: Groups acting on tree-graded spaces and splittings of relatively hyperbolic groups, Advances in Mathematics, Band 217, 2008, S. 1313–1367
- Combinatorial algebra: syntax and semantics, Springer 2014